# Mara Mattuschka
Mara Mattuschka (née le 2 mai 1959 à Sofia) est une réalisatrice, actrice, performeuse, peintre et chanteuse autrichienne.

## Biographie
Mara Mattuschka s'installe à Vienne en 1976. Elle étudie l'ethnologie et la linguistique puis à partir de 1983 la peinture et l'animation auprès de Maria Lassnig à l'université des arts appliqués de Vienne. En 1994, elle enseigne à la Haute École d'arts plastiques de Brunswick. De 2003 à 2011, elle est chargée de cours à l'université d'art et de design de Linz.
Elle participe à de nombreux festivals de cinéma comme la Berlinale, le festival international du court métrage d'Oberhausen, Diagonale, le festival international du film de Rotterdam. Des rétrospectives de ses films ont lieu au Vienna Independent Shorts 2006, Diagonale 2009, à Tampere, Film Anthology NYC, Zagreb, Prague, Tokyo, Rio de Janeiro, Oberhausen, etc.
De 1986 à 1989, elle réalise la série Loading Ludwig à l'occasion du centenaire de la naissance de Ludwig Wittgenstein.

## Filmographie sélective
- 1983 : Gebet
- 1983 : Kammeropern
- 1983 : Moody Blues
- 1984 : Leibesgeschichten
- 1984 : NabelFabel
- 1984 : Tagesmenü
- 1985 : Grüße aus Wien
- 1985 : Kugelkopf
- 1985 : Parasympathica
- 1985 : Der Untergang der Titania
- 1986 : Furchtbar-schrecklich
- 1986 : Midas
- 1986 : Pascal – Gödel
- 1986 : Die Schule der Ausschweifung
- 1986 : Les Misérables
- 1986 : Loading Ludwig
- 1986 : Rosa Alexander
- 1987 : J'en étais très content
- 1987 : Césarienne
- 1987 : m2
- 1987 : Mein Kampf
- 1987 : Die vollkommene Bedeutungslosigkeit der Frau für die Musikgeschichte
- 1989 : L'Irruption du Rococo dans l'empire insulaire des Huzzis
- 1993 : Le Bel et la bête
- 1993 : S.O.S. Extraterrestria
- 1994 : Souvlaki, c'est Babylone: viens manger avec moi
- 1996 : Die Unbilden des Schicksals
- 1997 : Unternehmen Arschmaschine
- 2003 : ID
- 2004 : Plasma
- 2005 : Comeback
- 2005 : Legal Errorist
- 2006 : Königin der Nacht
- 2007 : Part Time Heroes
- 2008 : Running Sushi
- 2009 : Burning Palace
- 2013 : Perfect Garden
- 2014 : Stimmen
- 2018 : Phaidros